# Dravidistán
Dravidistán es un estado independiente reclamado por los Drávidas del sur de la India. Este hipotético estado también es conocido como Drávida Nadu.
Los drávidas que se reparten en India por los estados de Andhra Pradesh, Tamil Nadu, Karnataka y Kerala, constituyen un núcleo poblacional de 233 millones de habitantes, es decir, alrededor de un 21 % de la población del país y tienen una lengua propia.
- Datos: Q600776